# Hexadecacoron
El hexadecacoro o 16-cell es uno de los seis politopos regulares convexos de 4 dimensiones. Estos polícoros fueron descritos por vez primera por el matemático suizo Ludwig Schläfli a mediados del siglo XIX.

Proyecciones del Hexadecacoro.

El hexadecacoro tiene 16 celdas, todas ellas tetraedros. Tiene 32 caras triangulares, 24 aristas y 8 vértices. las 24 aristas limitan 6 cuadrados que yacen en los 6 planos de coordenadas. El símbolo de Schläfli del hexadecacoro es {3,3,4}. Las figuras de los vértices son todas octaedros regulares. Hay 8 tetraedros, 12 triángulos y 6 aristas que se encuentran en cada vértice. Hay cuatro tetraedros y cuatro triángulos que se encuentran en cada arista. El polícoro dual del hexadecacoro es el teseracto o cubo tetradimensional.
Cuando se interpretan como cuaterniones, los vértices del hexadecacoro son los ocho cuaterniones unidad {±1, ±i, ±j, ±k}. Estos forman un grupo bajo la multiplicación cuaterniónica llamado grupo de cuaterniones. 
Se puede teselar el espacio euclidiano tetradimensional mediante 16-cells regulares. El símbolo de Schläfli de esta teselación es {3,3,4,3}. Cada 16-cell tiene 16 vecinos con los que comparte un octaedro, 24 vecinos con los que comparte solo una arista, y 72 vecinos con los que comparte solo un punto. En cualquier vértice dado de esta teselación se encuentran 24 hexadecacoros.

Proyección de un hexadecacoro en rotación.

La proyección gráfica con los vértices primero del 16-cell en el espacio tridimensional tiene una envoltura de proyección en forma de octaedro. Este octaedro puede dividirse entre 8 volúmenes tetraédricos, cortando a lo largo de los planos de coordenadas. Cada uno de estos volúmenes es la imagen de un par de celdas del 16-cell. El vértice del 16-cell más cercano (o más lejano) al observador se proyecta sobre el centro del octaedro.
La proyección paralela con las celdas primero del 16-cell en el espacio tridimensional tiene una envoltura cúbica. Las celdas más cercana y más lejana se proyectan sobre los dos tetraedros inscritos en el cubo, correspondiéndose con las dos formas posibles de inscribir un tetraedro en un cubo. Rodeando cada uno de esos tetraedros hay otros cuatro volúmenes tetraédricos irregulares que son las imágenes de las 4 celdas tetraédricas que los rodean, llenando el espacio entre el tetraedro inscrito y el cubo. Las 6 celdas restantes se proyectan sobre las caras cuadradas del cubo. En esta proyección del hexadecacoro, todas las aristas yacen en las caras de la envoltura cúbica.